# Роман Михайлович (князь брянський)
Роман Михайлович Молодий (?—1401) — великий князь Чернігівський (1356, 1361—1401) роках, князь Брянський (1340(?)— бл. 1373) роках. Смоленський намісник великого князя литовського Вітовта (1395—1401). Походив з династії Рюриковичів, гілки Ольговичів. Про його батька у джерелах нічого не відомо крім імені.

## Походження
Ймовірно був внуком (або правнуком) свого тезки і попередника на брянському столі Романа Михайловича Старого у якого був старший син на ім'я Михайло, згаданий 1264 року в Галицько-Волинському літописі. Проте значний хронологічний розрив між згадками про обох князів не дозволяє ствердно говорити про зв'язок між цими князями.

## Біографія
У 1356 році чернігівські землі захопив великий князь литовський Ольгерд. Того ж року Роман Михайлович став новим великим князем Чернігівським. Проте фактична влада перебувала у литовців, і невдовзі, після спалаху невдоволення серед місцевого населення був замінений на престолі сином Ольгерда — Дмитром.
У 1361 році знову став великим князем чернігівським, а у 1375 році — також й Брянським. У 1375 році Роман Михайлович згадується серед учасників походу великого князя московського Дмитра Донського на Твер. Очевидно, що до цього часу він був уже позбавлений свого уділу. В 1380 році Роман брав участь в Куликовській битві на боці Дмитра Донського. Того ж року дістав підтвердження правління Брянськом. Тобто фактично перестав бути більш-менш самостійним правителем, перетворившись на литовського намісника.
У 1393 році отримав від нового литовського володаря Вітовта права на Чернігів. У 1395 році Вітовт захопив Смоленськ і посадив там Романа Михайловича своїм намісником. Проте у 1401 році попередній смоленський князь Юрій Святославич з допомогою рязанського князя Олега Івановича захопив місто і вбив Романа.